# پتار موسلیم
پتار موسلیم (انگلیسی: Petar Muslim؛ زادهٔ ۲۶ مارس ۱۹۸۸) بازیکن واترپلو اهل کرواسی است.
وی در مسابقات کشوری و بین‌المللی در مجموع برندهٔ ۴ مدال طلا، ۲ مدال نقره، ۴ مدال برنز شده‌است.